# Nesochrysa marginata
Nesochrysa marginata är en insektsart som först beskrevs av Navás 1912.  Nesochrysa marginata ingår i släktet Nesochrysa och familjen guldögonsländor. Inga underarter finns listade i Catalogue of Life.